# مسجد الإمام باقر
مسجد الإمام الباقر هو مسجد شيعي في منطقة السرة، مدينة الكويت، الكويت. يتسع مصلى الرجال ل 6000 مصلي، ويتسع مصلى النساء الى 2000 مصلية. عام 2011، كان امام المسجد هو الشيخ مصطفى. يعد مسجد الامام باقر احد اكبر المساجد الشيعية في الكويت. و في صلاة الجمعة، يتجمع عدد كبير من المصلين، و في صلاة المغرب يبلغ عدد المصليين ما يقارب 2000 مصلي. بدا بناء المسجد في عام 2005، و تم الانتهاء منه عام 2007.